# Stormy Weather (песня)
«Stormy Weather» — американская популярная песня Гарольда Арлена на стихи Теда Колера (1933).
Впервые песня вышла в исполнении Этель Уотерс, чья версия в 1933 году побывала на 1 месте в США. Потом первой десятки достигали версии Дюка Эллингтона, Гая Ломбардо и Теда Льюиса. Теперь же, по мнению журнала «Тайм», она наиболее известна в версии Лены Хорн из одноимённого фильма 1943 года (см. Stormy Weather).
В 2000 году сингл Лены Хорн с этой песней (вышедший в 1942 году на лейбле RCA Victor) был принят в Зал славы премии «Грэмми», а в 2003 туда был принят и оригинальный сингл Этель Уотерс (вышедший под титулом «Stormy Weather (Keeps Rainin’ All the Time)» в 1933 году на лейбле Brunswick Records).
Кроме того, песня, в частности, вошла (в исполнении Лены Хорн) в составленный журналом «Тайм» в 2011 году список All-TIME 100 Songs (список 100 лучших песен с момента основания журнала «Тайм»).